# Melanorosaure
El melanorosaure (Melanorosaurus, gr. "llangardaix de la muntanya negra") és un gènere representat per dues espècies de dinosaures sauròpodes melanorosàurids que va viure a la fi del període Triàsic, fa aproximadament 210 milions d'anys, en el Noriano, en el que és avui Àfrica. El seu nom que deriva del grec melano-/μελανο- "negre", ors/ορος "muntanya" + saurus/σαυρος "llangardaix".
Aquest gran herbívor de Sud-àfrica, al voltant de 12 metres de llarg, tenia un gran cos i els membres robusts, suggerint-ho es van moure sobre els seus cuatros potes. Els ossos del membre eren massius i pesants, com els dels sauròpode posteriors. I com la majoria de les vèrtebres de sauròpodes, les seves tenien buits que ajudaven a reduir el pes. Melanorosaurus tenia un crani de prop de 250 milimetros. El musell era accentuat, i el crani era triangular quan era vist des de dalt o baix. El premaxilar tènia quatre dents en cada costat, una característica típica dels sauropodomorfs primitius.
L'holotip fou descrit en 1924 i recol·lectat per la Formació Elliot Superior en la costa del nord de Thaba 'Nyama (Muntanya Negra) a Transkei, Àfrica del Sud. No fou fins a 2007 quan el primer crani de Melanorosaurus fou descrit. Es coneixen dues espècies M. readi, l'espècie tipus i M. thabanensis.
Melanorosaurus fou alguna vegada classificat com un prosauròpode, però avui és reconegut com un dels primers sauròpodes. Els prosauròpodes, alguna vegada foren considerats un conjunt d'animals ancestrals als sauròpodes, les diferències en el disseny dels seus ossos del turmell precisen que aquests són grups germans. Els sauròpodes basals són per exemple Melanorosaurus, anquisaure i Antetonitrus són intermedis entre aquests grups.